# Comercial Zaffari
A Comercial Zaffari é uma empresa brasileira do segmento de supermercados e shopping centers sediada na cidade de Passo Fundo/RS, dona da rede de supermercados Comercial Zaffari, que contava, até o fim de 2021, com 10 lojas espalhadas pelo estado do Rio Grande do Sul, assim como da rede de atacarejos Stok Center, composta, até o fim de 2021, por 18 lojas situadas nos estados do Rio Grande do Sul e Santa Catarina, além do shopping center Bella Città Shopping Center, localizado em Passo Fundo/RS.

## História
Na década de 1950, o casal Paulo Antônio Zaffari e Ermelinda de Carli Zaffari, juntos com os filhos, abriram na cidade de Vila Maria/RS, então distrito de Marau/RS, um pequeno armazém de secos e molhados, o único da cidade, para vender o que era produzido e cultivado pela família.
Com o crescimento dos negócios, em setembro de 1957, a família decidiu abrir outro armazém na cidade de Passo Fundo/RS, na Rua Gal. Prestes Guimarães, nº 573, no Bairro Rodrigues, que seria administrado por João Zaffari, um dos filhos do casal. João, inicialmente com a ajuda de seu irmão, Primo Zaffari, estabeleceu o pequeno comércio no local sob o nome de "Casa Brasília", para venda dos produtos que a família produzia em Vila Maria. Nascia ali, a Comercial Zaffari.
Ingressando nos anos 60, com o bom desempenho do empreendimento, em 1964, ingressaram na sociedade da "Casa Brasília" outros dois irmãos de João, Iduvino Francisco Zaffari e Darcy José Zaffari, e também o pai, Paulo Antônio Zaffari, ocasião em que a empresa familiar passou a se chamar oficialmente Comercial Zaffari Ltda, com sua unidade de Passo Fundo tornando-se a ser a matriz e a unidade de Vila Maria, a partir de então, sua filial.
Em 1968, diante do crescimento e popularização da forma de comércio denominada autosserviço, que possibilitava maiores ganhos em comparação ao armazém, a empresa abriu o sua primeira unidade nessa modalidade, um supermercado localizado na Av. Presidente Vargas, nº 290, no Bairro São Cristóvão, em Passo Fundo/RS. Essa unidade funcionou também como sua sede por cerca de 10 anos. 
Em 1970, com a popularização da marca, surgiu o seu mascote, o Gauchinho, ilustração que até hoje acompanha o logo da empresa e passou a ser referência para os consumidores, que se referem à rede como o "Zaffari do Gauchinho".
Com o sucesso dos negócios e a abertura de diversas filiais entre o final dos anos 60 e a primeira metade dos anos 70, a empresa, em 1978, necessitando de mais espaço para o desenvolvimento de suas atividades administrativas e de incremento da sua capacidade de depósito e distribuição de mercadorias, inaugurou, em prédio próprio, seus novos Centro Administrativo e Depósito Central. ambos localizados na Av. General Osório, nº 1426, no centro da cidade de Passo Fundo. O Centro Administrativo, até hoje, funciona como sede da empresa.
No ano de 1980,após operar por cerca de dez anos um armazém no local que, até 1962, abrigava a fábrica de pregos Gerdau, inaugurou o seu primeiro supermercado na principal avenida da cidade, a Avenida Brasil, no trecho em que essa importante via cortava o caminho da via férrea que, à época, dividia a cidade ao meio, hoje Avenida Sete de Setembro.
Chegado o ano de 1985, a empresa passa a adotar junto ao logo da sua marca o slogan "Sempre com você", reflexo dos seus valores, força e propósito, dizeres que acompanham seus signos até hoje.
No início da década de 90, no intuito de aumentar a produção de produtos de marca própria, surge a empresa Frutabel Agropastoril, que, por meio de cinco granjas da propriedade do grupo, criava animais e cultivava produtos para serem vendidos nos seus mercados, como suínos, ovinos, peixes e frutas, os quais eram comercializados sob a marca própria Primare, que também nasceu nesse período. Hoje, a empresa e a marca não mais existem, tendo sido incorporados à Comercial Zaffari.
No ano de 1996, começaram na Av. Brasil, esquina com a Av. Sete de Setembro as obras que, em 18 de maio de 1998, culminaram na conclusão e abertura ao público do aguardado shopping center do grupo, o primeiro da cidade de Passo Fundo e, à época, o maior da região norte do Estado, o Bella Città Shopping Center, ainda hoje em atividade.
Por fim, em 2008, no espaço ao lado do seu Centro Administrativo, onde originalmente ficava o seu Depósito Central e que, desde 1994, abrigava a sua unidade de atacado, inaugurou o seu primeiro negócio no segmento de atacarejo, denominado Stok Center, bandeira do grupo existente desde de 1995 e que originalmente identificou a sua loja de atacado existente no local mas que, a partir de então, passou a designar exclusivamente o braço atacarejista do grupo, hoje seu principal segmento de atuação, em franca expansão por todo o Estado.
Ao longo de sua história, a Comercial Zaffari já se fez presente em diversos municípios do Rio Grande do Sul, tais como Carazinho, Marau, Soledade, Porto Alegre, Ijuí, Vacaria, Lagoa Vermelha, Santa Cruz do Sul, Nova Prata, Cruz Alta, Panambi, Frederico Westphalen, Santo Augusto, Saldanha Marinho, Espumoso, Sarandi, Santa Bárbara do Sul e Palmeira das Missões, alguns dos quais hoje não abrigam mais lojas da rede, além de ter tido unidades no municípios de Joaçaba e Luzerna, no Estado de Santa Catarina.
A empresa, no ano de 2021, alcançou a marca de 4ª maior rede supermercadista do estado do Rio Grande do Sul e 30ª maior rede do segmento no país, conforme ranking divulgado pela ABRAS .
Até o final de 2021, a empresa possuía presença nos municípios gaúchos de Passo Fundo, Porto Alegre, Ijuí, Santa Cruz do Sul, Cruz Alta, Marau, Caxias do Sul, Santa Maria, Pelotas, Santo Ângelo, Rio Grande, Vacaria, Canoas, Gravataí, Santa Rosa, Capão da Canoa e Lagoa Vermelha, além de uma unidade situada na cidade de Lages, no estado de Santa Catarina.   